# Велин
Ве́лин — село в Україні, у Заболотцівській сільській громаді Золочівського району Львівської області. Орган колишнього місцевого самоврядування — Ражнівська сільська рада, якій підпорядковані села Велин, Ражнів, Вовковатиця, Мамчурі та Руда-Брідська. Населення становить 76 осіб. 7 липня 2015 року утворена Заболотцівська сільська територіальна громада, до складу якої увійшло с. Велин.

## Історія
12 червня 2020 року, відповідно до розпорядження Кабінету Міністрів України № 718-р «Про визначення адміністративних центрів та затвердження територій територіальних громад Львівської області», село увійшло до складу Заболотцівської сільської громади.
19 липня 2020 року, в результаті адміністративно-територіальної реформи та ліквідації Бродівського району, село увійшло до складу новоствореного Золочівського району.

## Географія
Відстань до Бродів становить 16 км, що проходить автошляхом місцевого значення. Відстань до найближчої залізничної станції Пониковиця становить 8 км.

## Релігія
У 1993—1995 роках в селі збудовані каплиці св. мч. Андріана та Наталії і знаходяться в користуванні релігійної громади УГКЦ с. Велин, що належить до парафії с. Пониковиця. Чисельність громади 84 вірних. У 2003 році, стараннями о. Віктора Гуменюка, у цій святині розпочато богослужіння, а від 2005 року 18 греко-католицьких родин, що приналежні до цієї каплиці обслуговує о. Андрій Степанюк. До середини 2016 року церква належала до Бродівського деканату Сокальсько-Жовківської єпархії УГКЦ, але після поділу Бродівського деканату та утворення 6 червня того ж року Старобрідського деканату, релігійна громада Велина увійшла до складу новоутвореного деканату.
Місцеві римо-католики належать до релігійної громади Воздвиження Всечесного Хреста РКЦ у Бродах.

## Населення
За даними перепису населення 1989 року в селі мешкало 90 осіб, серед них — 44 чоловіки і 46 жінок.
За даними всеукраїнського перепису населення 2001 року в селі мешкало 76 осіб:
| українська | 76 | 100 |

## Відомі люди
- Ярослав Миськів (нар. 19 червня 1960, Велин) — поет-пісняр, письменник, краєзнавець.[18]